# R. Kelly
R. Kelly, właśc. Robert Sylvester Kelly (ur. 8 stycznia 1967 w Chicago) – amerykański piosenkarz i producent muzyczny, a także przestępca seksualny.

## Życiorys
Urodził się w szpitalu leżącym w dzielnicy Hyde Park w Chicago, w stanie Illinois jako trzecie z czworga dzieci Joanne Kelly. Miał starszą siostrę oraz młodszego brata. Jego matka była zawodową śpiewaczką, która wychowywała swoje dzieci w kościele baptystów, gdzie śpiewała w chórze. Zmarła w 1993 na raka. Dorastał bez ojca. Jak sam twierdził, w wieku od 8 do 14 lat był molestowany i wykorzystywany seksualnie przez starszą członkinię rodziny. Wyjaśniając, dlaczego nigdy nikomu nie powiedział, Kelly napisał w swojej autobiografii Soulacoaster z 2012, że był „zbyt przestraszony i zbyt zawstydzony”. Około dziesiątego roku życia Kelly był również wykorzystywany seksualnie przez starszego mężczyznę, który był przyjacielem rodziny.
W wieku ośmiu lat zaczął śpiewać w chórze kościelnym. Jesienią 1981 rozpoczął naukę w Kenwood Academy High School, gdzie grał w koszykówkę. Tam nauczycielka muzyki zachęciła go, aby opuścił licealną drużynę koszykówki i skoncentrował się na muzyce, po tym jak w licealnym programie talentów wykonał utwór Steviego Wondera „Ribbon in the Sky”. Niezdiagnozowana i nieleczona trudność w nauce, uważana za dysleksję, sprawiła, że Kelly nie potrafił czytać ani pisać. Porzucił szkołę średnią i jako nastolatek zaczął występować na ulicach pod szyldami Chicago Transportation Authority „El” i ostatecznie utworzył grupę z przyjaciółmi. W 1989 założyli grupę MGM (Musically Gifted Men). W 1990 MGM nagrało i wydało jeden singiel „Why You Wanna Play Me”; po jego wydaniu grupa się rozpadła. W 1991 Kelly podpisał kontrakt z Jive Records.
Pierwszy raz pojawił się na scenie muzycznej jako lider zespołu Public Announcement, co zaowocowało wydaniem w 1992 pierwszej jego płyty Born Into the ’90s, która uzyskała status platynowej. To umożliwiło mu dalszy szybki rozwój kariery i ostatecznie zostanie jedną z najlepiej zarabiających gwiazd lat 90. XX w. Współpracował z takimi wykonawcami jak: Michael Jackson, Young Jeezy, Jennifer Lopez, Jay-Z, Ashanti, Ja Rule, The Game, Fat Joe, Snoop Dogg, Céline Dion, P. Diddy, Sean Paul, Akon, Cassidy, Wisin y Yandel, Lady Gaga.

## Kontrowersje
Był wielokrotnie oskarżany o wykorzystywanie seksualne. Miał dopuścić się gwałtu na kilku nastoletnich dziewczętach, a także produkować i rozprowadzać dziecięcą pornografię. Jednak w 2008, mimo liczącego kilkaset stron aktu oskarżenia, usłyszał uniewinniający wyrok w sprawie wszystkich 14 zarzutów. Jim DeRogatis – dziennikarz śledczy zajmujący się tą sprawą – uważa, że uniewinniający wyrok zapadł z powodu sowitych zadośćuczynień przekazanych ofiarom i ich rodzinom. W 2017 serwis Buzzfeed opublikował szczegółowy raport, w którym oskarżył R. Kelly’ego o uwięzienie sześciu kobiet, które potwierdziły, że Kelly uprawiał z nimi seks, gdy były nieletnie oraz wykorzystywał psychicznie i fizycznie. W styczniu 2019 został wyemitowany sześcioodcinkowy film dokumentalny Lifetime R. Kelly: jego wszystkie ofiary (Surviving R. Kelly), gdzie zostały przedstawione szczegółowo zarzuty wykorzystywania seksualnego przez wiele kobiet, którym R. Kelly zaprzecza. W ciągu pierwszego tygodnia obejrzało go ponad 2 mln widzów. W obliczu presji opinii publicznej RCA Records zerwał kontakt z wokalistą. 22 lutego 2019 Kelly’emu postawiono 10 zarzutów wykorzystywania seksualnego w charakterze kryminalnym. 11 lipca 2019 Kelly został aresztowany pod zarzutem przestępstw seksualnych, handlu ludźmi, pornografii dziecięcej, haraczy i poplecznictwa. Na dzień 29 stycznia 2021 Kelly miał do czynienia z 22 zarzutami federalnymi, w tym z pornografią dziecięcą, porwaniami i pracą przymusową. W rezultacie trafił do więzienia. 24 lipca 2021 prokuratorzy federalni poszerzyli listę zarzutów o domniemane relacje seksualne R. Kelly’ego z dwoma niepełnoletnimi chłopcami w 2006.
Oskarżony m.in. o handel ludźmi w celach seksualnych i prowadzenie zorganizowanej przestępczości, 29 czerwca 2022 R. Kelly został skazany przez ławę przysięgłych sądu federalnego w Brooklynie na karę 30 lat więzienia.

## Życie prywatne
Skandalem, który łączono z imieniem R. Kelly′ego, było jego małżeństwo z 15-letnią, nieżyjącą już wokalistką R&B Aaliyah. Kelly miał wtedy 27 lat i miał zmusić Aaliyah do poślubienia go. 30 sierpnia 1994 w akcie ślubu podane były fałszywe dane – dziewczyna wychodząc za mąż pod presją zawyżyła swój wiek do wymaganych 18 lat. 7 lutego 1995 ślub został anulowany.
W 1996 ożenił się z choreografką Andreą „Dreą” Danyell Lee, z którą ma troje dzieci: córkę Joann (ur. 1998) i dwóch synów, Jaaha (ur. 2000) i Roberta Sylvestra (ur. 2002). W dokumencie R. Kelly: jego wszystkie ofiary (Surviving R. Kelly) jest także wypowiedź Andrei, która wspomina nie tylko agresję ze strony partnera, ale także poronienie, które przeżyła jako 19-latka i przez które przeszła zupełnie sama, bez wsparcia ojca dziecka. Przemoc nie skończyła się, gdy na świat przyszły dzieci. Mając myśli samobójcze i doświadczywszy wielokrotnie gwałtu małżeńskiego, Andrea finalnie zdecydowała się po latach upokorzeń odejść od piosenkarza. 8 stycznia 2009 doszło do rozwodu.

## Dyskografia

### Albumy studyjne
- 12 Play (1993)
- R. Kelly (1995)
- R. (1998)
- TP-2.com (2000)
- Chocolate Factory (2003)
- Happy People/U Saved Me (2004)
- TP-3: Reloaded (2005)
- Double Up (2007)
- Untitled (2009)
- Love Letter (2010)
- Write Me Back (2012)
- Black Panties (2013)

### Inne albumy
- Born Into the ’90s (1992)
- The Best of Both Worlds (2002)
- The R. in R&B Collection, Vol. 1 (2003)
- Unfinished Business (2004)
- Remix City Vol. 1 (2005)
- The Demo Tape (2009)

### Niewydane albumy
- Loveland (2002)
- Making Babies (2006)
- Musical Virus (2006)

## Single
| Rok  | Tytuł                                                                      | Pozycja    | Pozycja        | Pozycja    | Album                            |
| Rok  | Tytuł                                                                      | US Hot 100 | US R&B/Hip-Hop | UK Singles | Album                            |
| ---- | -------------------------------------------------------------------------- | ---------- | -------------- | ---------- | -------------------------------- |
| 1992 | "She’s Got That Vibe" (with Public Announcement)                           | 59         | 7              | 3          | Born Into the ’90s               |
| 1992 | "Honey Love" (with Public Announcement)                                    | 39         | 1              | –          | Born Into the 90s                |
| 1992 | "Slow Dance" (with Public Announcement)                                    | 43         | 1              | –          | Born Into the ’90s               |
| 1993 | "Dedicated" (with Public Announcement)                                     | 31         | 9              | –          | Born Into the ’90s               |
| 1993 | Sex Me (Parts I & II)"                                                     | 20         | 8              | 75         | 12 Play                          |
| 1994 | "Bump n' Grind"                                                            | 1          | 1              | 8          | 12 Play                          |
| 1994 | "Your Body's Callin'"                                                      | 13         | 2              | 19         | 12 Play                          |
| 1994 | "Summer Bunnies"                                                           | 55         | 20             | 23         | 12 Play                          |
| 1996 | "You Remind Me of Something"                                               | 4          | 1              | 24         | R. Kelly                         |
| 1996 | "Down Low (Nobody Has to Know)" (featuring The Isley Brothers)             | 4          | 1              | 23         | R. Kelly                         |
| 1996 | "Thank God It's Friday"                                                    | –          | –              | 14         | R. Kelly                         |
| 1996 | "I Can’t Sleep Baby (If I)"                                                | 5          | 1              | 24         | R. Kelly                         |
| 1996 | "Street Dreams (Remix) (Nas featuring R. Kelly)"                           | –          | 18             | 12         | It Was Written                   |
| 1996 | "I Believe I Can Fly"***                                                   | 2          | 1              | 1          | Space Jam [Soundtrack]           |
| 1997 | "Gotham City"                                                              | 9          | 9              | 9          | Batman & Robin [Soundtrack]      |
| 1998 | "Be Careful" (Sparkle featuring R. Kelly)                                  | –          | –              | 9          | Sparkle                          |
| 1998 | "Half on a Baby"                                                           | –          | –              | 16         | R.                               |
| 1998 | "Home Alone" (featuring Keith Murray)                                      | 65         | 22             | 17         | R.                               |
| 1998 | "I’m Your Angel" (featuring Céline Dion)                                   | 1          | 5              | 3          | R.                               |
| 1998 | "When a Woman's Fed Up"                                                    | 22         | 5              | 24         | R.                               |
| 1999 | "Did You Ever Think"                                                       | 27         | 8              | 20         | R.                               |
| 1999 | "If I Could Turn Back the Hands of Time"                                   | 12         | 5              | 2          | R.                               |
| 1999 | "Satisfy You" (Puff Daddy featuring R. Kelly)"                             | 2          | 1              | 8          | Forever                          |
| 2000 | "Only the Loot Can Make Me Happy"                                          | –          | –              | 24         | R.                               |
| 2000 | "I Wish"                                                                   | 14         | 1              | 12         | TP-2.Com                         |
| 2001 | "Feelin' On Yo Booty"                                                      | 36         | 9              | –          | TP-2.Com                         |
| 2001 | "The Storm Is Over Now"                                                    | –          | –              | 18         | TP-2.Com                         |
| 2001 | "Fiesta"                                                                   | 6          | 1              | 23         | TP-2.Com                         |
| 2001 | "We Thuggin" (Fat Joe featuring R. Kelly)                                  | 15         | –              | 48         | Jealous Ones Still Envy          |
| 2001 | "Contagious"                                                               | 19         | 3              | –          | Eternal                          |
| 2002 | "The World’s Greatest"                                                     | 34         | 31             | 4          | Ali [Soundtrack]                 |
| 2002 | "Take You Home with Me (A.K.A. Body)" (with Jay-Z)                         | 81         | 41             | –          | The Best of Both Worlds          |
| 2002 | "Honey" (with Jay-Z)                                                       | –          | –              | 35         | The Best of Both Worlds          |
| 2003 | "Ignition"                                                                 | 2          | 2              | 1          | Chocolate Factory                |
| 2003 | "Snake" (featuring Big Tigger)                                             | 16         | 9              | 10         | Chocolate Factory                |
| 2003 | "Soldier's Heart"                                                          | 80         | –              | –          | Soldier's Heart [CD Single]      |
| 2003 | "Step in the Name of Love"                                                 | 9          | 1              | 14         | Chocolate Factory                |
| 2003 | "Thoia Thoing"                                                             | 13         | 6              | 14         | The R. in R&B Collection, Vol. 1 |
| 2004 | "Hotel" (Cassidy featuring R. Kelly)                                       | 4          | –              | 3          | Split Personality                |
| 2004 | "Happy People"                                                             | 19         | 7              | 6          | Happy People/U Saved Me          |
| 2004 | "U Saved Me"                                                               | 52         | 14             | 6          | Happy People/U Saved Me          |
| 2004 | "Big Chips" (with Jay-Z)                                                   | 39         | 17             | –          | Unfinished Business              |
| 2004 | "Wonderful" (Ja Rule featuring Ashanti R. Kelly)                           | 5          | 1              | 1 (1 week) | R.U.L.E                          |
| 2005 | "In the Kitchen"                                                           | 91         | 41             | –          | TP-3: Reloaded                   |
| 2005 | "Trapped in the Closet"                                                    | 22         | 4              | –          | TP-3 Reloaded                    |
| 2005 | "Playa's Only" (featuring The Game)                                        | 65         | 36             | 33         | TP-3 Reloaded                    |
| 2005 | "Slow Wind"                                                                | –          | 30             | –          | TP-3 Reloaded                    |
| 2005 | "Burn It Up" (featuring Wisin & Yandel)                                    | –          | –              | –          | TP-3 Reloaded                    |
| 2005 | "Kickin' It With Your Girlfriend"                                          | –          | –              | –          | TP-3 Reloaded                    |
| 2006 | "That’s That Shit" (Snoop Dogg featuring. R. Kelly)                        | 20         | 9              | 38         | Tha Blue Carpet Treatment        |
| 2007 | "Go Getta" (Young Jeezy featuring R. Kelly)                                | 18         | 7              | –          | The Inspiration                  |
| 2007 | "I’m a Flirt (Remix)" (featuring T.I. & T-Pain)                            | 12         | 2              | 18         | Double Up                        |
| 2007 | "Same Girl (feat. Usher)                                                   | 32         | 5              | TBR        | Double Up                        |
| 2007 | "Double Up (feat. Snoop Dogg)                                              | –          | –              | –          | Double Up                        |
| 2007 | "Rockstar" (feat. Ludacris & Kid Rock)                                     | –          | 54             | –          | Double Up                        |
| 2007 | "Sex Planet"                                                               | –          | 74             | –          | Double Up                        |
| 2008 | "Freaky In The Club"                                                       | –          | 71             | –          | Double Up                        |
| 2008 | "Hair Braider"                                                             | –          | 56             | –          | 12 Play: Fourth Quarter          |
| 2008 | "Skin"                                                                     | –          | –              | –          | 12 Play: Fourth Quarter          |
| 2008 | "I Believe"                                                                | –          | –              | –          | 12 Play: Fourth Quarter          |
| 2009 | "Number One" (feat. Keri Hilson)                                           | 59         | 8              | –          | Untitled                         |
| 2009 | "Religious"                                                                | –          | 48             | –          | Untitled                         |
| 2009 | "Number 1 Girl" (Akon feat. Ice Cube, R. Kelly, Juelz Santana & Jim Jones) | –          | –              | –          | single promo                     |

## Nagrody Grammy
40. ceremonia wręczenia nagród Grammy:
- Najlepsza piosenka (R&B) ("I Believe I Can Fly")
- Najlepszy męski występ wokalny (R&B) ("I Believe I Can Fly")
- Najlepsza piosenka z soundtracku ("I Believe I Can Fly")